# 脊柱起立筋
脊柱起立筋（せきちゅうきりつきん、英語: erector spinae）は、長背筋のうち、脊柱の背側に位置する筋肉である。脊柱起立筋のうち、外側の筋群を腸肋筋、中間内側の筋群を最長筋、最内側の筋群を棘筋とよぶ。

## 健康
この筋肉を鍛えると腰痛予防になるといわれる。事実、美木良介は極度の腰痛を患っていたが、ここを鍛えれば腰痛が治るといわれて独自に開発したロングブレスで鍛えたことにより腰痛を治したとされる。